# Chiromantis kelleri
Chiromantis kelleri és una espècie de granota que es troba a Etiòpia, Kenya, Somàlia i Sudan.